# 中国人民解放军陆军合成第一一二旅
合成第一一二旅（英語：112th Combined Arms Brigade），又称“平江起义团”、“土豪师”和“土豪旅”，是中国人民解放军陆军第八十二集团军下辖的一个重型合成旅，驻地河北省高碑店市。

## 概述
该旅最早编制为1945年8月成立的八路军山东军区第一师，后整编为东北野战军第一纵队第一师，中国人民解放军第三十八军第一一二师。其下属各团的历史则更长。
- 三三四团的前身是中国工农红军第五军“平江起义团”。1928年7月22日，时任湘军独立第五师第一团团长的中共党员彭德怀发起平江起义，改编成中国工农红军第五军一部，长征到底陕北后，红三军改编为红军陕甘支队第2纵队，10团改称为10大队，之后又改称红一军团4师10团。抗战开始后，10团被改编为八路军115师343旅686团1营，之后几经发展，去往山东后于1940年9月改编为115师教导2旅6团。1943年春，改编为滨海军区6团。它是在八年抗战中，115师师部始终留在身边的唯一一个主力团，是山东抗日战场赫赫有名的“老六团”。1943年1月，在攻打日寇“华北兵站基地”郯城的战斗中，“老六团”8连担任突击队，冒着日伪军密集的火力封锁，奋勇登城，首先突破城垣占领南门，使后续部队得以迅速攻入城内，全歼日伪守军，首创山东敌后攻城范例。该部历经改革后成为彭德怀率领的前湘军独立第五师第一团则分别改为东野一纵一师一团和三十八军一一二师三三四团。三三四团长期以来都是一一二师的绝对主力团。平津战役中三三四团六连攻入天津活捉陈长捷。
- 三三五团的前身是八路军115师343旅685团的新2营。1939年11月，以115师343旅685团新2营为基础发展起来的八路军115师东进支队成立，同年10月改编为115师教导第5旅，同年12月下旬南下支援新四军。1941年1月25日改称新四军独立旅，1942年10月北上归建恢复教5旅番号。1945年8月教5旅编入八路军山东军区第一师为第二团。后整编为东北民主联军第一师第二团，第三十八军一一二师三三五团。在抗美援朝第二次战役的清川江战役中，抗美援朝第二次战役中，335团参加的松骨峰战斗壮烈至极，为志愿军赢得了“最可爱的人”的赞誉。第一一二师一部占据松骨峰，阻止联合国军南逃北援[1]。松骨峰阻击战成为作家魏巍的著名通讯《谁是最可爱的人？》的主题。第一一二师的名声便随着《谁是最可爱的人？》的发表而传遍大江南北家喻户晓，也奠定了其作为中国人民解放军陆军绝对精锐与主力师的地位。著名军旅作家王树增就曾说过：“朝鲜战争中，最惨烈的战斗都是范天恩的335团打的。
- 三三六团的前身是抗战胜利后进入东北新组建的部队，是该部唯一一个没有参加过抗日战争的下属团，前身是东北民主联军第一纵队第一师第三团，后整编为三十八军第一一二师三三六团，于1998年被裁撤。随后于2011年，机械化步兵第一一二师将装甲团重新命名为机械化步兵第三三六团，但与先前被裁撤的三三六团无关系。

第一一二师同时也是自80年代以来历次军事现代化改革，尤其是信息化建设的试点单位之一，1983年其被建设为中国人民解放军陆军第一个机械化步兵师，90年代成为第一个数字化机步师。该部也因此总是优先接收最先进的国产重型武器装备，其“土豪师”的非正式外号也正是由此得来。
2020年，中部战区陆军直属机械化步兵第一一二师三三五团被拆分出来与装甲第六师第二十二团组成陆军第八十一集团军中型合成第一八九旅，以原三三四团和三三六团为基础组建重型合成第一一二旅，为现行编制。

## 沿革
参考资料：
| 部隊番號                 | 使用時期               |
| ------------------------ | ---------------------- |
| 八路军山东军区第一师     | 1945年8月-1946年1月4日 |
| 东北民主联军第一师       | 1946年1月4日-1948年1月 |
| 东北人民解放军第一师     | 1948年1月-1948年11月   |
| 中国人民解放军第一一二师 | 1948年11月-1960年1月   |
| 陆军第一一二师           | 1960年1月-1968年3月    |
| 摩托化陆军第一一二师     | 1968年3月-1983年5月    |
| 机械化步兵第一一二师     | 1983年5月-2020年5月    |
| 合成第一一二旅           | 2020年5月至今          |

## 荣誉
- 平江起义团、红军团：原陆军第三十八集团军步兵第一一二师第三三四团，现为本旅主体
- 松骨峰英雄团：原陆军第三十八集团军步兵第一一二师第三三五团，现陆军第八十一集团军中型合成第一八九旅主体
- 郯城战斗模范连：原陆军第三十八集团军步兵第一一二师第三三四团第八连
- 何万祥连：原陆军第三十八集团军步兵第一一二师第三三四团第一连
- 松骨峰特功连：原陆军第三十八集团军步兵第一一二师第三三五团第三连